# Gilles Sanders
Gilles Sanders (Narbona, 9 agosto 1964) è un ex ciclista su strada, ciclocrossista e mountain biker francese.
Professionista tra il 1987 ed il 1995, è l'unico ciclista francese ad aver disputato i campionati del mondo su strada, di ciclocross e di mountain bike.

## Carriera
Tra gli juniors fu campione nazionale di ciclocross nel 1982, oltre a partecipare a due edizioni dei mondiali di questa disciplina, nel 1981 e nel 1982. Successivamente passò alla strada, dove nel 1986 conseguì una vittoria al Ruban Granitier Breton e la convocazione ai mondiali. Nella stagione successiva passò professionista con la squadra spagnola KAS, in cui rimase due anni, disputando due Tour de France. Nel 1989 passò alla RMO, disputando un'altra edizione del Tour de France. Tra il 1991 e il 1995 corse con la Sunn, dedicandosi soprattutto alla mountain bike. È fratello del ciclista Dominique Sanders.

## Palmarès

### Strada
- 1986 (Dilettante, due vittorie)

Tarbes-Sauveterre
Ruban Granitier Breton

### Ciclocross
- 1982 (una vittoria)

Campionati francesi, categoria juniors

### Mountain bike
- 1993 (una vittoria)

Transmaurienne-Sybelles

## Piazzamenti

### Grandi Giri
- Tour de France

1987: 28º
1988: ritirato (19ª tappa)
1989: 54º

### Classiche monumento
- Giro delle Fiandre

1990: 62º
- Parigi-Roubaix

1989: 31º
1990: 18º
- Liegi-Bastogne-Liegi

1989: 43º

### Competizioni mondiali
- Campionati del mondo su strada

Colorado Springs 1986 - In linea dilettanti: 9º
- Campionati del mondo di ciclocross

Tolosa 1981 - juniors: 36º
Lanarvily 1982 - juniors: 22º